# Liste des chaînes de télévision en Allemagne
Pour les autres articles nationaux ou selon les autres juridictions, voir Liste de chaînes de télévision par pays.
Cet article présente la liste des chaînes de télévision en Allemagne. Étant l'un des plus grands pays industriels et le plus peuplé de l'Union européenne, l'Allemagne offre aujourd'hui une grande diversité de chaînes de télévision.

## Chaînes de télévision nationales

### Publiques

#### ARD
- Das Erste (littéralement « La Première »)
- tagesschau24
- One
- EinsPlus (1997-2016)

#### ZDF
- ZDF (Zweites Deutsches Fernsehen, « Seconde chaîne de télévision allemande ») :
- ZDFneo
- ZDFinfo

#### Autres
- KiKA (Der Kinderkanal von ARD und ZDF)  — chaîne destinée aux enfants et aux adolescents diffusant des dessins animés de 6 h à 21 h
- Arte — chaîne publique culturelle franco-allemande de l'ARD, ZDF et France Télévisions
- 3sat — chaîne culturelle de l'ARD, ZDF, ORF et la SRG.
- Phoenix — chaîne diffusant des documentaires, des reportages, des journaux télévisés, des magazines, des émissions évènementielles, des talk-shows et des retransmissions des séances du Bundestag.
- Deutsche Welle — chaîne d'information en continu

### Privées

#### RTL Group
- RTL Television
- VOX
- RTL II
- Super RTL
- RTL Nitro
- RTL Crime
- RTL Passion
- RTL Living
- n-tv

#### ProSiebenSat.1 Media
- Sat.1
- ProSieben
- Sixx
- Kabel eins
- Kabel eins Classics
- Sat.1 Emotions
- Sat.1 Gold
- ProSieben Maxx
- ProSieben Fun

#### Viacom
- Comedy Central
- Nickelodeon
- Nick Jr.
- Nicktoons
- MTV

#### N24 Media
- WeltN24
- N24 Doku

#### Autres chaînes
- DMAX
- Sport1
- Tele 5
- Anixe
- Deluxe Music
- Bibel TV
- Channel 21
- Juwelo
- Das Vierte
- IMusic1
- Sonnenklar.TV
- Discovery Channel
- National Geographic
- National Geographic Wild
- Focus Gesundheit
- Spiegel Geschichte
- Animax
- Beate-Uhse TV
- 13th Street
- MGM Television
- AXN
- Syfy
- Eurosport
- Eurosport 2

## Chaînes de télévision régionales

### Publiques (ARD)
- Bayerischer Rundfunk (BR)
  - BR Fernsehen
  - ARD-alpha
- Hessischer Rundfunk (HR)
  - HR-Fernsehen
- Mitteldeutscher Rundfunk (MDR)
  - MDR Fernsehen
- Norddeutscher Rundfunk (NDR)
  - NDR Fernsehen
- Radio Bremen (RB)
  - Radio Bremen TV
- Rundfunk Berlin-Brandenburg (RBB)
  - RBB Fernsehen
- Saarländischer Rundfunk (SR)
  - SR Fernsehen
- Südwestrundfunk (SWR)
  - SWR Fernsehen
- Westdeutscher Rundfunk (WDR)
  - WDR Fernsehen

## Chaînes de télévision payante

### Sky Deutschland
- Sky
- Sky Cinema
- Sky Cinema +1
- Sky Cinema +24
- Sky Cinema Hits
- Sky Action
- Sky Emotion
- Sky Comedy
- Sky Nostalgie
- Sky Krimi
- Sky Select
- Sky Sport Info
- Sky Sport 1
- Sky Sport 2
- Sky Bundesliga

### Disney
- Disney Channel
- Disney Junior
- Disney XD
- Disney Cinemagic

### TNT
- TNT Film (TCM)
- TNT Serie
- Boomerang
- Cartoon Network

### FOX
- Fox Channel

### MTV Networks
- MTV
- MTV Music
- Nicktoons
- Nick Jr.

## Chaînes en haute définition
- Sky Cinema HD
- Sky Sport HD
- Disney Cinemagic HD
- Eurosport HD
- National Geographic HD
- Discovery HD
- FOX HD